# Fonte da Bica da Rola
A Fonte da Bica da Rola, igualmente denominada de Fonte da Ladeira, é uma estrutura histórica na vila da Odemira, na região do Alentejo, em Portugal.

## Descrição e história
A fonte situa-se nos limites da povoação, e nas imediações do Rio Mira, tendo acesso pela estrada do Cemitério. Está integrada na área protegida do Parque Natural do Sudoeste Alentejano e Costa Vicentina.
Integra-se no estilo revivalista, uma vez que se situa num nicho com moldura em forma de arco de ferradura, inspirado na arquitectura islâmica, constituindo desta forma um exemplar muito tardio do romantismo. Conta com dois tanques, um interior e outro exterior, sendo este último destinado originalmente ao abastecimento dos animais. Encontra-se inserido no muro de suporte de um espaço verde, o Jardim Damiano, que originalmente era um local onde ficavam os animais, enquanto que os seus donos tratavam dos seus afazeres na vila.
Apresenta a inscrição «C.M.O. / 1916», indicando a data de construção.

## Leitura recomendada
- QUARESMA, António Martins (1989). Odemira - Subsídios para uma Monografia. Volume I. Odemira: Câmara Municipal de Odemira